# Craigrothie
Craigrothie è un villaggio del Fife, in Scozia, Regno Unito, al centro di un'area agricola, situato lungo una via di transito verso Cupar, da cui dista circa 6 km.
Craigrothie gravita economicamente attorno ai maggiori agglomerati urbani circostanti presso cui molti suoi abitanti svolgono la propria attività lavorativa.